# エスタディオ・エルナンド・シレス
エスタディオ・エルナンド・シレス（Estadio Hernando Siles）またはラパスオリンピック競技場（Estadio olímpico de La Paz）は、ボリビア最大の総合競技場である。

## 概要
この競技場はラパス市のミラフローレス地区にあり、海抜は3,577m、世界一高い場所にある公的な競技場である。スタジアム名称はボリビア第31代大統領、エルナンド・シレス・レイェス（1926年-1930年在任）にちなんで命名された。収容人員数は45,000名ですべての観客が着席して観戦できる。
1931年に開場し、開幕試合はザ・ストロンゲスト対ウニベルシタリオ（ザ・ストロンゲストのかつての宿敵）で、ザ・ストロンゲストが4対1で勝利した。ボリビアサッカーリーグの3チームがホームグラウンドとしている（ザ・ストロンゲスト、クルブ・ボリバル、ラパスFC）。
ボリビアのサッカー史において大きな役割を果たした競技場で、1963年のコパ・アメリカでボリビアが優勝した際の舞台である。また、1993年にW杯南米予選でボリビアがブラジルに勝利したのもこの競技場である。
標高が高く、酸素濃度が低いため、ブラジルやアルゼンチンは、ワールドカップ南米予選が行われる際は試合開始数時間前に会場入りし、試合終了直後に帰国するという対策を取っている。
2007年5月までは、国際サッカー連盟 (FIFA)はワールドカップ予選競技場として認めていたが、ビジターとしてこの競技場に来るチームが、試合までの数日で高地順応しなければいけないのは公平さに欠けると抗議をしたため、2007年5月27日にFIFAは「標高2,500m以上の競技場で試合をしてはいけない」と発表した 。
エボ・モラレスボリビア大統領を含む幾人かはこれに反発し、南米高地、特にアンデス山脈地域に対する差別であると訴えた 。以降、エルナンド・シレスの名前は、FIFAの高地試合拒否に対するボリビアの戦いを象徴するものとなった。約1ヶ月に渡る抗議行動の結果、2007年7月27日にFIFAは標高制限を2,500mから3,000mに引き上げた。さらにその翌日、エルナンド・シレス競技場は特例として2014年ワールドカップ予選会場として認めると発表した。なお、この抗議行動の一環として、モラレス大統領は標高6,500m以上あるサハマ山の山頂でサッカーをするというデモンストレーションを行なった。